# Borama

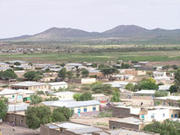
Borama i les muntanyes de la rodalia

Borama (Somali: Boorama) és una ciutat de Somalilàndia, capital de la regió d'Awdal. És també capital d'un dels districtes de la regió. La seva població va passar de 35.000 habitants el 1988 a uns 150.000 actualment.
Borama és un centre educatiu amb la important Universitat Amoud i altres centres educatius, un hospital, i altres centres culturals i de salut entre els quals l'hospital de tuberculosos fundat per Annalena Tonelli (guanyadora el 2003 del premi Nansen dels Refugiats de la UNHCR, i que fou assassinada allí l'octubre del 2003. És seu de l'associació femenina Borama Womens Group i d'anteles locals d'altres organitzacions. La ciutat disposa de tres hotels
A la rodalia hi ha l'Aeroport Internacional Aden Issaq que rep el seu nom del primer ministre d'educació del país. Als afores, la terra és fèrtil i verda i ha presència d'animals com gaseles, camells, ocells i altres.
El nom de borama es dona també a un tipus d'escriptura inventat per la llengua somali el 1933 pel Sheikh Abdurahman Sheikh Nuur del clan gadabursi (d'eon el nom alternatiu d'escriptura gadabuursi); però l'altre sistema, el osmanya, és més conegut.
El 4 de febrer de 1993 es va fer a la ciutat la Conferència Guurti de Reconciliació dels ancians de la República de Somalilàndia, que va recuperar la bona entesa entre els gadabursi (que havien donat suport a Siad Barre) i els issaq (que s'hi oposaven)